# Furuflaten
Furuflaten är en tätort i Lyngens kommun i Troms fylke i norra Norge. Orten ligger vid fylkesväg 868, på västra sidan av fjorden Lyngen.